# San Gregorio (Miguel Ángel)
San Gregorio es una escultura de mármol (altura 126 cm) de Miguel Ángel, ejecutada entre el 1501 y el 1504 aproximadamente y colocada en la Catedral de Santa Maria Assunta en Siena, dentro del complejo del Altar Piccolomini..

## Historia
Las estatuas que debían completar el altar en la capilla de los Piccolomini en el Duomo debían ser en total quince y fueron encargadas a Miguel Ángel en 1501 después de que el artista anteriormente designado, Pietro Torrigiani, hubiera abandonado el encargo esculpiendo una sola estatua. Miguel Ángel trabajó en las estatuas de Florencia, enviando alrededor una al año, con un masivo empleo de ayudas, hasta el 1504, pero luego la empresa sienesa debió no satisfacer más sus ambiciones, al haber sido lanzado  ya sobre a la fama y hacia proyectos de bien mayor categoría, como el David que estaba esculpiendo en aquellos años.

## Descripción y estilo
Las estatuas para los Piccolomini parecen más modestas que otras obras completadas antes por el artista, probablemente también a causa de su colocación en el espacio bastante angosto de los nichos a los cuales estaban destinadas.
El San Gregorio es quizás la figura más débil de las serie, debida al masivo uso de ayudas, con una posición en contrapuesto que, por medio de la cabeza ligeramente reclinada hacia la izquierda, expresa un cierto patetismo. El santo y papa lleva puesta una tiara y sostiene en su mano un gran libro, que parece ser mostrado al espectador. El paño de la vestimenta es variado sin esquematismo pero bastante ordinario, sin los efectos expresivos del claroscuro del San Paolo de la misma serie.